# Xyris angularis
Xyris angularis är en gräsväxtart som beskrevs av Nicholas Edward Brown. Xyris angularis ingår i släktet Xyris och familjen Xyridaceae. Inga underarter finns listade i Catalogue of Life.